# Agir (partito politico francese)
Agir, ufficialmente Agire, la Destra Costruttiva (in francese: Agir, la droite constructive) è stato un partito politico francese di centro-destra fondato il 16 novembre 2017 in seguito ad una scissione da I Repubblicani.
Contava 9 deputati all'Assemblea nazionale, tutti appartenenti al gruppo parlamentare dell'Unione dei Democratici e degli Indipendenti; agli otto provenienti dalle file dei Repubblicani (Pierre-Yves Bournazel, Paul Christophe, Agnès Firmin-Le Bodo, Antoine Herth, Laure de La Raudière, Vincent Ledoux, Lise Magnier e Franck Riester) si aggiunge un indipendente (Olivier Becht).
Il partito sosteneva la maggioranza presidenziale di Emmanuel Macron. Il 17 settembre 2022 si è fuso con il partito di quest'ultimo che ha preso poi il nome Renaissance.

## Storia

### Formazione
Dopo la sconfitta del candidato dei Repubblicani (LR) François Fillon al primo turno delle elezioni presidenziali francesi del 2017 e l'ascesa di Laurent Wauquiez, ritenuto vicino dall'ala destra dei Repubblicani, per la guida del partito, 19 politici di LR e dell'Unione dei Democratici e degli Indipendenti di centro-destra hanno formato il nuovo partito.

### Coalizione e fusione
In vista delle elezioni presidenziali francesi del 2022, Agir si è unito e ha fatto parte della coalizione Ensemble citoyens, che ha sostenuto il presidente Emmanuel Macron nella sua candidatura per la riconferma alla presidenza. Il partito si è avvicinato di più al campo politico di Macron dopo le elezioni e quando è stata successivamente annunciata l'intenzione di unificare la maggioranza presidenziale in un unico raggruppamento, Agir ha preso provvedimenti per integrarsi nella maggioranza. Agir si è fuso con il partito di Macron mentre questi cambiava il suo nome in quello di Renaissance il 17 settembre 2022.

## Ideologia
Agir si identifica nel centro-destra, si definisce pro-europeo, liberale e umanista e rifiuta la destra “identitaria, autoritaria, euroscettica e ultra-conservatrice”.